# Лубис, Мохтар
Мохта́р Лу́бис (индон. Mochtar Lubis, 7 марта 1922, Паданг, Голландская Ост-Индия — 2 июля 2004, Джакарта) — индонезийский прозаик, публицист, общественный деятель, основатель литературного журнала
«Хорисон». Известен как непримиримый борец за свободу творчества и свободу прессы.

## Краткая биография
По национальности батак. Родился в семье высокопоставленного чиновника. Был шестым ребёнком из двенадцати. После окончания средней школы с экономическим уклоном около года работал в Ниасе школьным учителем. Затем переехал в Батавию, где работал в банке. В период японской оккупации был переводчиком. После провозглашения независимости работал в национальном информагентстве «Антара». основал журнал «Маса Индонесиа», сотрудничал и газете «Мердека». В 1949 году вместе с друзьями основал газету «Индонесия Рая» (Великая Индонезия), запрещенную в середине 1970-х гг. за оппозиционные публикации.
В 1956—1966 гг. при режиме Сукарно был в заключении за критику режима в статьях, опубликованных в газете «Индонесия Рая». Позднее уже при режиме Сухарто провёл два месяца в тюрьме (с 4 февраля по 14 апреля 1975 гг.) за участие в беспорядках в связи с визитом премьер-министра Японии Какуэя Танаки в Джакарту в 1974 году. Был президентом пресс-фонда стран Азии, входил в состав руководства Международного института прессы и Международной ассоциации за свободу в области культуры. Пожизненный член Джакартской академии (с 1970 г.). Основатель фонда «Обор Индонесия» (Факел Индонезии). Один из основателей и первый редактор литературного журнала «Хорисон» (1966). Член комитета по международной программе развития коммуникации ЮНЕСКО.
Умер после длительной борьбы с болезнью Альцгеймера. Похоронен на джакартском кладбище «Джерук Пурут».

## Творчество
Начал писать в детстве. Первые рассказы были опубликованы в меданской газете « Синар Дели» (Звезда Дели). Автор нескольких романов и сборников рассказов: «Без будущего» (1951), «Дорога без конца» (1952), «Женщины» (1956), «Бесплодная земля» (1966), «Сумерки в Джакарте» (1970; на английском языке "Twilight in Jakarta, London, 1963), роман «Тигр! Тигр!» (1975). Мохтару Лубису принадлежит также ряд публицистических книг, а также пособий для начинающих писателей: Техника писательского творчества, (1951) и Техника написания киносценариев (1952). Кроме того, он занимался переводом на индонезийский язык произведений американских, европейских и китайских писателей. Переводился на многие западные и восточные языки.

## Награды
- Премия журнала «Кисах» (1953, рассказ «Осень»)
- Национальная литературная премия BMKN (повесть «Дорога без конца», 1952; английский перевод «A road with no end», London, 1968)
- Национальная литературная премия BMKN (сб. рассказов, 1955—1956)
- Премия Рамона Магсайсая (1958; в 1995 г. вернул премию в знак протеста против присуждения такой же премии Прамудье Ананта Туру)
- Премия «Золотое перо свободы» Всемирной ассоциации издателей газет (1967)
- Литературная премия министерства образования и культуры за лучшую книгу в 1975 г. (роман «Тигр! Тигр!»)
- Литературная премия министерства образования и культуры за лучшую книгу в 1979 г. (роман «Любовь и смерть»)
- Литературная премия Хаирила Анвара Совета искусств Джакарты (1992)
- Включение в список 50 героев-борцов за свободу слова Международного института прессы (2000)

## Основные произведения
- Tidak Ada Esok (Без будущего) (повесть, 1951)
- Si Jamal dan Cerita-Cerita Lain (Си Джамал и другие рассказы) (сборник рассказов, 1950)
- Perempuan (Женщины) (сборник рассказов, 1956)
- Harta Karun (Клад) (детский рассказ, 1964)
- Tanah Gersang (Бесплодная земля) (повесть 1966)
- Senja di Jakart (Сумерки в Джакарте) (повесть, 1970)
- Judar Bersaudara (Братья Джудар) (детский рассказ, 1971)
- Penyamun dalam Rimba (Разбойник джунглей) (детский рассказ, 1972)
- Harimau! Harimau! (Тигр! Тигр!) (роман, 1975)
- Manusia Indonesia (Индонезийцы) (эссе, 1977)
- Berkelana dalam Rimba (Приключения в джунглях) (детский рассказ,1980)
- Kuli Kontrak (Кули по контракту) (сборник рассказов, 1982)
- Catatan Subversif (Подрывные записки) (1982)
- Bromocorah (Лиходей) (сборник рассказов, 1983)

## Публицистика
- Perlawatan ke Amerika Serikat (Путешествие в Америку) (1951)
- Perkenalan di Asia Tenggara (Знакомства в Юго-Восточной Азии) (1951)
- Catatan Korea (Корейские записки) (1951)
- Indonesia di Mata Dunia (Индонезия в глазах мира) (1955)
- Negeriku di Bawah Pelangi (Страна моя под радугой) (1979)

## Редактирование
- Pelangi: 70 Tahun Sutan Takdir Alisyahbana (Радуга: К 70-летию Такдира Алишахбаны) (1979)
- Bunga Rampai Korupsi (Антология Коррупция)(совместно с Джеймсом С. Скоттом, 1984)
- Hati Nurani Melawan Kezaliman: Surat-Surat Bung Hatta kepada Presiden Soekarno (Совесть против тирании: письма Бунга Хатты президенту Сукарно) (1986)

## Переводы
- Tiga Cerita dari Negeri Dollar (Три рассказа из страны доллара: Джон Стейнбек, Аптон Синклэр, Джон Рассел) (1950)
- Orang Kaya («Последний магнат» Ф. Скотта Фицжеральда) (1950)
- Yakin («Акт доверия» Ирвина Шоу, 1950)
- Kisah-kisah dari Eropa (Сборние рассказов европейских писателей) (1952)
- Cerita dari Tiongkok (Рассказы китайских писателей) (совместно с Бебом Вуйком и С. Мундингсари) (1953)

## В русском переводе
- Тигр! Тигр! (роман). Перевод В. Сумского. — Современная индонезийская проза. 70-е годы. Составление и послесловие В. Брагинского. М.: Радуга, 1988. ISBN 5-05-002235-5
- Лихой человек (рассказ). Перевод Д. Басова. — Индонезия. Малайзия. Материалы по культуре Нусантары. СПбГУ. 1996, с. 76-84.
- Сумерки в Джакарте (отрывок из романа). Перевод Д. Басова. — Культура стран Малайского архипелага. Сборник материалов. СПбГУ, 1997, с. 144—150.

## Увлечения
- Кун-фу
- Выращивание орхидей

## Семья
- Отец Raja Pandapotan Lubis
- Жена Siti Halimah (умерла в 2001 г.)